# Herakleopolis
Herakleopolis är det grekiska namnet på en forntida egyptisk stad kallad Henen-nesut eller Hnes, belägen i norra delen av Egypten nära Nilen och Fayum-området.
Staden var tidvis mycket betydande och var huvudort för länet Noret-Khent och även säte för Egyptens nionde och tionde kungadynastier, daterade till Första Intermediet och 2000-talet f.Kr. Den siste kungen av den tionde dynastin, Merikare, figurerar i en berömd forntida litterär text. Det grekiska namnet syftar på områdets huvudgud, vädurguden Herishaf, som grekerna liknade vid sin egen gud Herakles.